# Mascha Halberstad
Mascha Halberstad (Aken, 25 augustus 1973) is een Nederlands filmregisseur.
Van haar vooropleiding is vooralsnog niets bekend (gegevens 2022). In 1995 studeerde ze af aan ArtEZ Academie voor beeldende kunsten Arnhem richting Vrije kunst. Daar of daarna specialiseerde zij zich in stop motion. In 2020 werd de studio "Holy Motion", waarin ze samenwerkt met filmproducent Marleen Slot opgeleverd. 
Haar werkzaamheden mondden in 2022 uit in de toekenning van drie Gouden Kalveren voor Knor.

## Filmografie
Hieronder een selectief overzicht:
- 1996: Waskracht!
- 2008: bumpers voor de film Hoe overleef ik mezelf
- 2011: animaties voor Patatje oorlog
- 2012: Dag meneer de Vries (korte film)[1]
- 2013: Munya in mij (korte film) bekroond met Cinekid Gouden Kinderkast, Rockie Award Best Animation (Banff)
- 2015: videoclip voor The Prodigysingle Wild Frontier
- 2015: Zwanger (korte film)
- 2017: De Grote Hummimummi Karaoke Show!  (tv-serie)
- 2019: Vos en Haas (tv-serie)
- 2022: Knor (film)
- 2022: Koning Worst (korte film)
- 2024: Vos en Haas redden het bos (film)

Halberstad is hondenliefhebber en woont in Arnhem (gegevens december 2022). Ze is heimelijk bewonderaar van journalist Gerri Eickhof en was blij dat juist hij langs kwam voor een verslagje over haar winnen van het Gouden Kalf. In Het Parool van 22 december 2022 meldde ze dat een van de typetjes uit Knor op hem gebaseerd is. 